# Adrian Ilie
Adrian Ilie vagy Adrian Bucurel Ilie (Craiova, 1974. április 20. –) román válogatott labdarúgó, csatár.

## Pályafutása

### Klubcsapatokban
Pályafutását az Electroputere Craiova csapatánál kezdte, ahol mindössze 17 évesen bemutatkozhatott a felnőtt csapatban. 1992-ben profi szerződést kapott, miután az együttes egyik legjobban teljesítő játékosává vált a 30 mérkőzésen szerzett 12 góljának köszönhetően. 1993-ban a Steaua Bucureștihez igazolt, ahol három idényt töltött. 1996-ban a török Galatasaray szerződtette, ahonnan másfél év után távozott. A következő csapata a spanyol Valencia lett. Az 1997–98-as szezon második felében 17 bajnokin 12 alkalommal volt eredményes, ami által a csapat első számú gólfelelősévé lépett elő. 1999-ben megnyerte a spanyol kupát és szuperkupát., a 2000-es bajnokok ligája döntőben csereként lépett pályára. Az ezt követő idényben több alkalommal is sérülések hátráltatták és egy idő után kikerült a csapatból, majd 2002-ben felbontották a szerződését, abban az évben, amikor a Valencia spanyol bajnoki címet szerzett. Ezt követően a Deportivo Alavéshez igazolt, ahol a 2002–03-as bajnokság során szerepelt. Az idény végén az Alavés kiesett, Ilie pedig a török Beşiktaşhoz írt alá. Itt szintén egy idényt játszott, aztán távozott a svájci Zürich csapatához. A következő évben, 2005-ben a korábbi térdsérülése nem jött teljesen rendbe, emiatt úgy döntött befejezi az aktív játékot.

### Válogatottban
A román válogatottban 1993. és 2005 között 55 alkalommal szerepelt a nemzeti csapatban 13 gólt szerzett.
Részt vett az 1996-os és a 2000-es Európa-bajnokságon illetve az 1998-as világbajnokságon. Utóbbin a Kolumbia elleni csoportmérkőzésen a mérkőzés 45. percében ő szerezte a mérkőzés egyetlen gólját, amivel 1–0 arányban győztek.

#### A válogatottban szerzett góljai
| Gól | Dátum               | Helyszín                                           | Ellenfél      | Eredmény | Végeredmény | Kiírás               |
| --- | ------------------- | -------------------------------------------------- | ------------- | -------- | ----------- | -------------------- |
| 1   | 1996. augusztus 14. | Ghencea Stadion, Bukarest, Románia                 | Izrael        | 1-0      | 2-0         | Barátságos           |
| 2   | 1997. április 30.   | Ghencea Stadion, Bukarest, Románia                 | Írország      | 1-0      | 1-0         | 1998-as vb-selejtező |
| 3   | 1997. június 3.     | Ghencea Stadion, Bukarest, Románia                 | Paraguay      | 1-0      | 3-2         | Barátságos           |
| 4   | 1997. június 3.     | Ghencea Stadion, Bukarest, Románia                 | Paraguay      | 2-1      | 3-2         | Barátságos           |
| 5   | 1998. június 15.    | Stade de Gerland, Lyon, Franciaország              | Kolumbia      | 1-0      | 1-0         | 1998-as vb           |
| 6   | 1998. szeptember 2. | Ghencea Stadion, Bukarest, Románia                 | Liechtenstein | 3-0      | 7-0         | 2000-es Eb-selejtező |
| 7   | 1998. szeptember 2. | Ghencea Stadion, Bukarest, Románia                 | Liechtenstein | 4-0      | 7-0         | 2000-es Eb-selejtező |
| 8   | 1998. szeptember 2. | Ghencea Stadion, Bukarest, Románia                 | Liechtenstein | 5-0      | 7-0         | 2000-es Eb-selejtező |
| 9   | 1999. június 5.     | Ghencea Stadion, Bukarest, Románia                 | Magyarország  | 1-0      | 2-0         | 2000-es Eb-selejtező |
| 10  | 1999. szeptember 4. | Tehelné pole, Pozsony, Szlovákia                   | Szlovákia     | 1-0      | 5-1         | 2000-es Eb-selejtező |
| 11  | 2000. augusztus 16. | Cotroceni Stadion, Bukarest, Románia               | Lengyelország | 1-0      | 1-1         | Barátságos           |
| 12  | 2001. június 6.     | S. Darius and S. Girėnas Stadion, Kaunas, Litvánia | Litvánia      | 1-0      | 2-1         | 2002-es vb-selejtező |
| 13  | 2001. szeptember 5. | Népstadion, Budapest, Magyarország                 | Magyarország  | 1-0      | 2-0         | 2002-es vb-selejtező |

## Sikerei, díjai
Steaua București
- Román bajnok (3): 1993–94, 1994–95, 1995–96
- Román kupagyőztes (1): 1996
- Román szuperkupagyőztes (2): 1994, 1995

Galatasaray
- Török bajnok (1): 1996–97
- Török kupagyőztes (1): 1997

Valencia
- Spanyol bajnok (1): 2001–02
- Spanyol kupagyőztes (1): 1999
- Spanyol szuperkupagyőztes (1): 1999
- Bajnokok ligája döntős (1): 1999–00
- Intertotó-kupa (1): 1998

Zürich
- Svájci kupagyőztes (1): 2005

## Külső hivatkozások
- Adrian Ilie Archiválva 2013. szeptember 27-i dátummal a Wayback Machine-ben – a FIFA.com honlapján
- Adrian Ilie – a National-football-teams.com honlapján